# Xu Yuhua
Xu Yuhua (许昱华; Jinhua, 29 ottobre 1976) è una scacchista cinese, Grande Maestro.
Laureata in Giurisprudenza all'Università di Pechino nel 2004, è stata campionessa del mondo femminile di scacchi dal 2006 al 2008.

## Carriera
Ha vinto il campionato asiatico juniores femminile nel 1996 e il campionato asiatico femminile nel 1998. Il 25 marzo 2006 ha vinto il torneo a eliminazione svoltosi a Ekaterinburg, in Russia, valevole per il titolo del mondo femminile.
Vi partecipavano 64 concorrenti tra cui tutte la campionessa in carica Antoaneta Stefanova e quella precedente, la connazionale Zhu Chen.
In finale la Xu ha battuto la campionessa russa, Maestro Internazionale, Alisa Galliamova con 2,5 punti in tre incontri dei quattro previsti. Al momento della vittoria la Xu era al terzo mese di gravidanza.
In aprile 2006 ha ottenuto il suo maggior punteggio Elo pari a 2 517.
Al campionato mondiale femminile del 2008, svoltosi a Nalchik, in Russia, è stata eliminata al secondo turno.
Ha poi conseguito nel 2011 un master in Linguistica cinese, sempre all'Università di Pechino.